# Masuo Ikeda

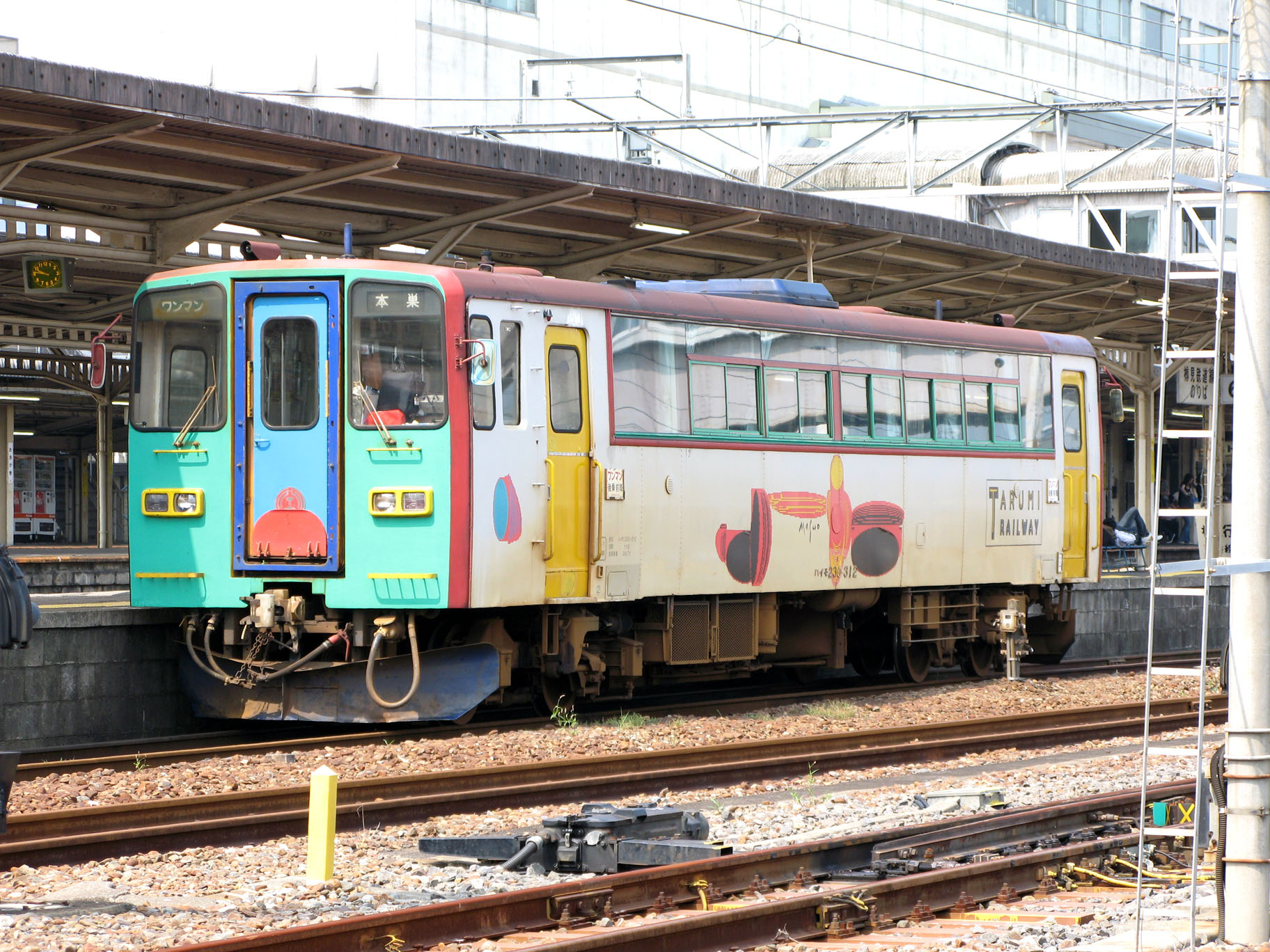
Tarumi Railway Tarumi Line decorado por Masuo Ikeda

Masuo Ikeda (池田 満寿夫 'Ikeda Masuo'?, 23 de febrero de 1934 - 8 de marzo de 1997), fue un pintor, grabador, ilustrador, escultor, ceramista, novelista, y director de cine japonés de Nagano Prefecture.

## Premios
- Ikeda ganó el Akutagawa Prize por Ofreciendo en el Egeo (Eegekai ni sasagu).

## Museo
El Museo de Arte Ikeda Masuo, nombrado por Ikeda, está localizado en Nagano.